# Rio Juruena
Pour les articles homonymes, voir Juruena (homonymie).
La rivière Juruena est la branche mère occidentale du rio Tapajós lui-même affluent de l'Amazone. La branche mère orientale est le rio São Manuel ou rio Teles Pires

## Géographie
Le Juruena prend sa source dans la Serra dos Parecis, ligne de hauteurs du plateau brésilien située au cœur du Mato Grosso. Cette source se situe à 20 km de celle du rio Guaporé. Il se dirige immédiatement vers le nord et s'écartera peu de cette direction jusqu'au confluent qui donne naissance au rio Tapajós.
Le volume de ses eaux s'accroît très vite en raison de l'apport sur ses deux rives de nombreux affluents convergents qui prennent également naissance sur la Serra dos Parecis. Il reçoit en rive gauche le rio Juina et le rio Camararé, mais ses principaux affluents viennent sur sa rive droite : le rio Papagaio (aussi large que lui), le rio do Sangue, et surtout le rio Arinos, son principal affluent, qui est plus long que lui et qui augmente son débit d'un tiers.
Il rejoint le rio Teles Pires au lieu-dit Barra do Saõ Manuel pour former le rio Tapajós. À la confluence, les deux cours d'eau sont presque identiques, mais le Juruena est légèrement plus important par le volume d'eau et la surface de son bassin, il constitue donc la branche-mère hydrologique du rio Tapajós. Par contre, le rio Teles Pires l'emporte par la longueur. De plus, il est navigable sur une partie de son cours, alors que le Juruena ne permet pas la navigation en raison de ses nombreux rapides (cachoeiras en portugais).
Son cours est long de 1 000 km (1 180 en comptant le rio Arinos) et se situe entièrement dans l'État du Mato Grosso. Le Parc national de Juruena (créé en 2006 et d'une superficie de 1,9 million d'hectares) ainsi que les chutes Salto Augusto se trouvent sur son cours.
La Municipalité de Juruena (11 000 habitants en 2010) se situe à proximité du confluent du rio Juruena et du rio Arinos.

## Principaux affluents
- Rio Arinos (750 km, 58 840 km2, 1 350 m3 / s) ;
- Rio Bararati ;
- Rio Camararé (230 km) ;
- Rio Juina (220 km, 8 200 km2, 220 m3 / s) ;
- Rio Papagaio (350 km, 15 800 km2, 420 m3 / s) ;
- Rio do Sangue (500 km, 29 370 km2, 630 m3 / s) ;
- Rio São Tomé (200 km, 4 900 km2, 110 m3 / s).